# Kaplica Matki Boskiej Bolesnej w Jodłowej Górnej
Kaplica Matki Boskiej Bolesnej w Jodłowej Górnej – zabytkowa kapliczka przydrożna, znajdująca się w Jodłowej.

## Historia
Kapliczka została zbudowana z inicjatywy i fundacji rodziny Kwiatkowskich jako podziękowanie za przetrwanie wojny. Wzniesiona przez lokalnych rzemieślników. Została poświęcona 8 sierpnia 1945 roku przez jednego z fundatorów – ks. Władysława Lesiaka. Do czasu erygowania parafii w Jodłowej Górnej w 1981 roku pełniła rolę kaplicy dojazdowej parafii w Jodłowej.

## Architektura
Drewniana kaplica w stylu gotyckim. Na dachu strzelista wieżyczka z sygnaturką, czworoboczna przechodząca w wielobok, zwieńczona ostrosłupowo. Po bokach dwie wysokie iglice stylizowane na gotyckie fiale. Nad wejściem szczyt o dekoracji promienistej z motywem mieczy.
Wewnątrz, ponad mensą ołtarzową, znajdują się płaskorzeźby Chrystusa Cierpiącego oraz Matki Boskiej Bolesnej wykonane przez mistrza rzeźbiarskiego Stanisława Proszowskiego.